# Helena af Sandeberg
Helena Beata Maria af Sandeberg (Solna, 1 september 1971) is een Zweedse actrice.

## Biografie
Af Sandeberg werd geboren in Solna, maar groeide op in Rotebro. Haar moeder werkte als lerares en stierf toen Helena 18 jaar oud was. De actrice volgde gedurende twee jaar theaterlessen aan het Södra Latins Gymnasium, waarna ze naar de Verenigde Staten vertrok en drie jaar lang studeerde aan de Actors Studio in New York.

## Filmografie (selectie)
| Jaar        | Titel                                                                               | Rol                           | Type productie | Opmerkingen     |
| ----------- | ----------------------------------------------------------------------------------- | ----------------------------- | -------------- | --------------- |
| 1996 - 1997 | Nudlar och 08:or                                                                    | Fredrika Bauer                | Televisieserie | 18 afleveringen |
| 1997 - 1998 | Rederiet                                                                            | Louise Calling                | Televisieserie | 37 afleveringen |
| 1999 - 2001 | Sjätte dagen                                                                        | Felicia Ekebladh / Tina Brode | Televisieserie | 15 afleveringen |
| 2002        | Heja Björn                                                                          | Sanna                         | Televisieserie | 24 afleveringen |
| 2005        | Kim Novak badade aldrig i Genesarets sjö (Kim Novak Never Swam In Genesaret's Lake) | Ewa Kaludis                   | Film           |                 |
| 2008 - 2009 | Oskyldigt dömd                                                                      | Anna Sjöstedt                 | Televisieserie | 24 afleveringen |
| 2012        | Maria Wern                                                                          | Karin                         | Televisieserie | 1 aflevering    |
| 2013        | En pilgrims död (Death of a Pilgrim)                                                | Eriksson                      | Televisieserie | 4 afleveringen  |
| 2014 - 2015 | Den fjärde mannen (The Fourth Man)                                                  | Eriksson                      | Televisieserie | 3 afleveringen  |
| 2018        | Den döende detektiven (The Dying Detective)                                         | Eriksson                      | Televisieserie | 3 afleveringen  |
| 2019        | Quicksand                                                                           | Mimmi Steen                   | Televisieserie | 3 afleveringen  |
| 2019        | Alex                                                                                | Angelica                      | Televisieserie | 6 afleveringen  |
| 2022        | Vi i villa                                                                          | Jana                          | Televisieserie | 4 afleveringen  |